# Senjamin Burić
Senjamin Burić (Doboj, 20 de noviembre de 1990) es un jugador de balonmano bosnio que juega de pívot en el Skjern HB. Es internacional con la selección de balonmano de Bosnia y Herzegovina.
Es el hermano gemelo del también jugador de balonmano Benjamin Burić.

## Palmarés

### Nantes
- Copa de Francia de balonmano (1): 2017
- Supercopa de Francia (1): 2017

### RK Zagreb
- Liga de Croacia de balonmano (2): 2019, 2021
- Copa de Croacia de balonmano (2): 2019, 2021

## Clubes
- HRK Izviđač (2010-2013)
- Gorenje Velenje (2013-2016)
- HBC Nantes (2016-2018)[4]
- RK Zagreb (2018-2019)
- Cesson-Rennes MHB (2019)
- HBC Nantes (2019-2020)
- RK Zagreb (2020-2021)
- Skjern HB (2021- )